# Lábrea Airport
Lábrea Airport är en flygplats i Brasilien.   Den ligger i kommunen Lábrea och delstaten Amazonas, i den västra delen av landet, 2 100 km nordväst om huvudstaden Brasília. Lábrea Airport ligger 70 meter över havet.
Terrängen runt Lábrea Airport är platt. Trakten runt Lábrea Airport är nära nog obefolkad, med mindre än två invånare per kvadratkilometer..
I omgivningarna runt Lábrea Airport växer i huvudsak städsegrön lövskog.